# 르부르제

르부르제

지도 위치

르부르제(Le Bourget)는 프랑스 파리의 코뮌이다. 프랑스 중심으로부터 10.6 킬로미터 (6.6 마일) 떨어져 있다. 지역의 이름을 따라 르부르제 공항이 이 지역에 위치해 있다. 프랑스 항공사고조사위원회의 본사 또한 르 브루제에 위치해 있다. 르부르제 공항은 르부르제 코뮌에 위치한 르부르제 항공우주박물관을 운영하고 있다.

## 국제 관계
르부르제는 1979년 이후로 뉴욕주 아미티빌과 자매 도시를 맺고 있다. 또, 러시아의 주콥스키와도 자매 도시이다.

## 교통
르부르제는 파리 RER B선의 가르 뒤 브루제가 운영된다. 벨기에 등으로의 국제 교통을 위한 광활한 화물 철도도 있다.

## 같이 보기
- 센생드니주의 코뮌 목록